# Donsin
Donsin är en ort i Burkina Faso.   Den ligger i regionen Centre-Sud, i den centrala delen av landet, 90 km söder om huvudstaden Ouagadougou. Donsin ligger 309 meter över havet och antalet invånare är 557.
Terrängen runt Donsin är platt. Närmaste större samhälle är Manga, 16,4 km nordost om Donsin.
Omgivningarna runt Donsin är en mosaik av jordbruksmark och naturlig växtlighet. Runt Donsin är det ganska tätbefolkat, med 96 invånare per kvadratkilometer.